# Willy Caballero
Wilfredo Daniel Caballero Lazcano, född 28 september 1981 i Santa Elena, är en argentinsk före detta fotbollsmålvakt och för närvarande assisterande tränare för Chelsea. 

## Klubbkarriär
Den 1 juli 2017 värvades Caballero av Chelsea. Den 22 maj 2019 förlängde han sitt kontrakt med ett år. Den 20 maj 2020 förlängdes Caballeros kontrakt återigen med ett år. Den 4 juni 2021 meddelade Chelsea att Caballero skulle lämna klubben i samband med att hans kontrakt gick ut.
Den 6 december 2021 gick Caballero på fri transfer till Southampton, där han skrev på ett enmånadskontrakt. Den 7 januari 2022 förlängdes kontraktet över resten av säsongen 2021/2022.

## Tränarkarriär
Den 9 juli 2023 fick Caballero en roll som assisterande tränare i Leicester City till den nye huvudtränaren Enzo Maresca. I juni 2024 följde han med Enzo Maresca till Chelsea och fick en liknande roll i klubben.

## Landslagskarriär
Vid fotbollsturneringen under OS 2004 i Aten deltog han i det argentinska U23-laget som tog guld.